# Cosmophasis sp-aus
Cosmophasis sp-aus är en spindelart som beskrevs av Davies Todd, Zabka 1989. Cosmophasis sp-aus ingår i släktet Cosmophasis och familjen hoppspindlar. Inga underarter finns listade i Catalogue of Life.